# Miejski Klub Sportowy Sandecja Nowy Sącz
Il Miejski Klub Sportowy Sandecja Nowy Sącz, meglio noto come Sandecja Nowy Sącz è una società calcistica polacca con sede nella città di Nowy Sącz. Gioca in I liga, la seconda divisione del campionato polacco di calcio.

## Storia
Il Sandecja è stato fondato nel 1910 per iniziativa di Adam Bieda, il presidente dell'associazione sportiva Sokol. Il nome del club deriva dal nome latino della città (Nova Civitas Sandecz), e fin dagli inizi, il Sandecja è stato sopportato dal locale Zakłady Naprawcze Taboru Kolejowego (Officine di riparazione di materiale rotabile ferroviario). Per gran parte della sua storia, il Sandecja è stato collegato alle ferrovie polacche, tanto da arrivare a chiamarsi Club delle ferrovie Sandecja.
Nella stagione 2017-2018, per la prima e unica volta nella sua storia, ha partecipato all'Ekstraklasa, massimo livello del campionato polacco.

## Palmarès

### Competizioni nazionali
- Campionato polacco di seconda divisione: 1

2016-2017

## Organico

### Rosa 2020-2021
Rosa e numeri come da sito ufficiale.
| N. |                       | Ruolo | Calciatore         |
| -- | --------------------- | ----- | ------------------ |
| 1  | Polonia (bandiera)    | P     | Dominik Budzyński  |
| 3  | Polonia (bandiera)    | D     | Daniel Dziwniel    |
| 5  | Polonia (bandiera)    | D     | Dawid Szufryn      |
| 7  | Spagna (bandiera)     | A     | Rubén López Huesca |
| 8  | Polonia (bandiera)    | D     | Maciej Małkowski   |
| 9  | Polonia (bandiera)    | C     | Adrian Danek       |
| 10 | Croazia (bandiera)    | C     | Damir Šovšić       |
| 11 | Polonia (bandiera)    | C     | Wojciech Kamiński  |
| 12 | Polonia (bandiera)    | P     | Szymon Tokarz      |
| 14 | Portogallo (bandiera) | A     | Rafael Victor      |
| 16 | Polonia (bandiera)    | C     | Michał Walski      |
| 17 | Polonia (bandiera)    | D     | Adrian Basta       |
| 19 | Polonia (bandiera)    | A     | Kamil Ogorzały     |
| 20 | Polonia (bandiera)    | A     | Maciej Korzym      |

| N. |                       | Ruolo | Calciatore          |
| -- | --------------------- | ----- | ------------------- |
| 27 | Polonia (bandiera)    | A     | Damian Chmiel       |
| 28 | Slovacchia (bandiera) | D     | Michal Piter-Bučko  |
| 30 | Polonia (bandiera)    | C     | Wiktor Żołądź       |
| 31 | Polonia (bandiera)    | P     | Dawid Pietrzkiewicz |
| 32 | Polonia (bandiera)    | A     | Konrad Kuzera       |
| 33 | Polonia (bandiera)    | C     | Bartłomiej Kasprzak |
| 34 | Polonia (bandiera)    | D     | Miłosz Kalahur      |
| 36 | Polonia (bandiera)    | D     | Jakub Leśniak       |
| 71 | Ucraina (bandiera)    | A     | Artem Dudik         |
| 77 | Polonia (bandiera)    | C     | Kamil Pałacz        |
| 88 | Polonia (bandiera)    | A     | Paweł Mandrysz      |
| 90 | Polonia (bandiera)    | D     | Tomasz Boczek       |
|    | Polonia (bandiera)    | D     | Sebastian Rudol     |

## Stadio

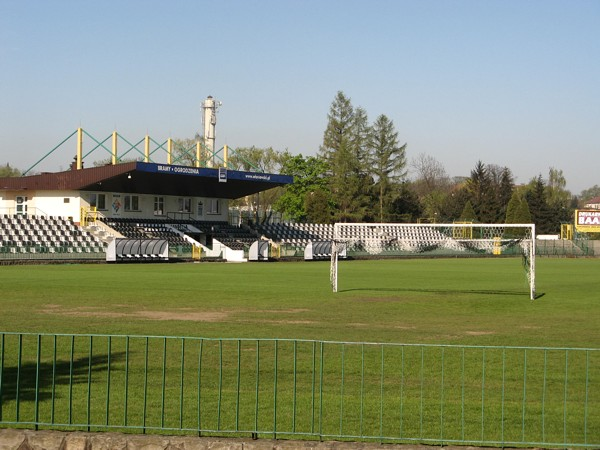
Lo stadio Władysław Augustynek

Il Sandecja gioca le gare interne nello stadio Władysław Augustynek, che può ospitare 2.500 posti.
Durante il campionato di Ekstraklasa, non riuscendo lo stadio della città a rispettare gli standard necessari alla massima divisione polacca, il Sandecja giocò nello stadio del Bruk-Bet Termalica Nieciecza.